# Lucas Veríssimo
Lucas Veríssimo da Silva (Jundiaí, 7 juli 1995) is een Braziliaans voetballer die doorgaans speelt als centrale verdediger. In januari 2024 verruilde hij Benfica voor Al-Duhail.

## Clubcarrière
Veríssimo speelde in de jeugd van José Bonifácio en Linense. Bij die laatste club werd hij zelfs opgenomen in het eerste elftal. Voor hij speeltijd kon krijgen bij Linense, werd de centrumverdediger door Santos overgenomen, waar hij initieel in de jeugd terechtkwam. In 2015 verlengde hij zijn verbintenis tot medio 2017. Aan het einde van het kalenderjaar 2015 werd Veríssimo definitief overgeheveld naar de eerste selectie. Nadat zijn contract al tussentijds was verlengd tot 2019, maakte de verdediger zijn debuut in het eerste elftal op 15 september 2016, toen op bezoek bij Botafogo met 0–1 gewonnen werd. Veríssimo begon aan het duel als wisselspeler, maar hij mocht in de blessuretijd van de tweede helft invallen voor Lucas Lima. In juli 2017 ondertekende Veríssimo een nieuwe verbintenis, die zou lopen tot medio 2022.
In januari 2021 verkaste Veríssimo voor een bedrag van circa zesenhalf miljoen euro naar Benfica, waar hij zijn handtekening zette onder een verbintenis voor de duur van vijfenhalf jaar. In de zomer van 2023 haalde Corinthians hem op huurbasis terug naar Brazilië. Nadat deze verhuurperiode was afgelopen, verkaste Veríssimo naar Al-Duhail. Al-Wakrah huurde de Braziliaan in juli 2025.

## Clubstatistieken
| Seizoen | Club          | Competitie    | Competitie | Competitie | Beker | Beker | Internationaal | Internationaal | Totaal | Totaal |
| Seizoen | Club          | Competitie    | Wed.       | Dlp.       | Wed.  | Dlp.  | Wed.           | Dlp.           | Wed.   | Dlp.   |
| ------- | ------------- | ------------- | ---------- | ---------- | ----- | ----- | -------------- | -------------- | ------ | ------ |
| 2016    | Santos        | Série A       | 3          | 0          | 3     | 0     | —              | —              | 6      | 0      |
| 2017    | Santos        | Série A       | 34         | 0          | 4     | 0     | 9              | 1              | 47     | 1      |
| 2018    | Santos        | Série A       | 14         | 0          | 2     | 0     | 7              | 1              | 23     | 1      |
| 2019    | Santos        | Série A       | 33         | 2          | 4     | 0     | 0              | 0              | 37     | 2      |
| 2020    | Santos        | Série A       | 16         | 1          | 1     | 0     | 11             | 1              | 28     | 2      |
| 2020/21 | Benfica       | Primeira Liga | 14         | 2          | 1     | 0     | 2              | 0              | 17     | 2      |
| 2021/22 | Benfica       | Primeira Liga | 10         | 3          | 1     | 0     | 7              | 0              | 18     | 3      |
| 2022/23 | Benfica       | Primeira Liga | 2          | 0          | 2     | 0     | 2              | 0              | 6      | 0      |
| 2023    | → Corinthians | Série A       | 15         | 1          | 0     | 0     | 3              | 0              | 18     | 1      |
| 2023/24 | Al-Duhail     | Stars League  | 10         | 0          | 2     | 0     | —              | —              | 12     | 0      |
| 2024/25 | Al-Duhail     | Stars League  | 21         | 3          | 10    | 0     | —              | —              | 31     | 3      |
| 2025/26 | → Al-Wakrah   | Stars League  | 0          | 0          | 0     | 0     | —              | —              | 0      | 0      |
| Totaal  | Totaal        | Totaal        | 172        | 12         | 30    | 0     | 41             | 3              | 243    | 15     |

Bijgewerkt op 23 juli 2025.

## Erelijst
| Competitie          | Aantal | Jaren   |        |        |
| Santos              | Santos | Santos  | Santos | Santos |
| ------------------- | ------ | ------- | ------ | ------ |
| Campeonato Paulista | 1      | 2016    |        |        |
| Benfica             |        |         |        |        |
| Primeira Liga       | 1      | 2022/23 |        |        |